# سيرجيو ماتاريلا
سيرجيو ماتاريلا (بالإيطالية: Sergio Mattarella)، هو سياسي إيطالي يشغل منصب رئيس الجمهورية الإيطالية منذ عام 2015، ويُعد أطول الرؤساء خدمةً في تاريخ الجمهورية الإيطالية. ومنذ وفاة جورجو نابوليتانو في عام 2023، بات ماتاريلا الرئيس الإيطالي الوحيد على قيد الحياة.
يُعرف ماتاريلا بانتمائه إلى التيار الكاثوليكي اليساري، وكان من الشخصيات البارزة في حزب الديمقراطية المسيحية منذ أوائل ثمانينيات القرن العشرين حتى حلّ الحزب. تولّى منصب وزير شؤون العلاقات مع البرلمان بين عامي 1987 و1989، ثم منصب وزير التعليم من عام 1989 حتى 1990. وفي عام 1994، كان من مؤسسي حزب الشعب الإيطالي، وشغل منصب نائب رئيس الوزراء من 1998 إلى 1999، ثم وزير الدفاع من 1999 حتى 2001. وفي عام 2002، انضم إلى حزب الديزي، وكان من بين مؤسسي الحزب الديمقراطي عام 2007، قبل أن يعتزل الحياة السياسية عام 2008. كما عُيّن قاضيًا في المحكمة الدستورية من عام 2011 حتى 2015.
في 31 يناير 2015، انتُخب ماتاريلا رئيسًا للجمهورية في الجولة الرابعة من التصويت، بدعم من ائتلاف الوسط اليساري الذي يقوده الحزب الديمقراطي ومن أحزاب الوسط. وعلى الرغم من إعلانه المسبق عدم رغبته في الترشح لولاية ثانية، فقد أُعيد انتخابه في 29 يناير 2022، ليصبح ثاني رئيس في تاريخ إيطاليا يُنتخب لولاية ثانية، بعد جورجو نابوليتانو.
ومنذ تولّيه الرئاسة، خدم تحت رئاسته خمسة رؤساء وزراء: ماتيو رينزي (زعيم الحزب الديمقراطي آنذاك والداعم الرئيسي لترشيح ماتاريلا للرئاسة)، باولو جنتيلوني (أحد قياديي الحزب الديمقراطي الذي خلف رينزي بعد استقالته عام 2016)، جوزيبي كونتي (سياسي مستقل قاد حكومتين متتاليتين ضمن ائتلافين مختلفين من اليمين واليسار)، ماريو دراجي (مصرفي ورئيس سابق للبنك المركزي الأوروبي عيّنه ماتاريلا لقيادة حكومة وحدة وطنية عقب استقالة كونتي)، جورجا ميلوني (أول امرأة تتولى رئاسة الوزراء في إيطاليا وزعيمة الائتلاف اليميني الفائز في انتخابات سبتمبر 2022).
شهدت فترة رئاسته العديد من الأزمات الكبرى، منها تداعيات الأزمة المالية العالمية، وأزمة الهجرة الأوروبية، وهما عاملان أثّرا بعمق على الحياة السياسية والاقتصادية والاجتماعية في البلاد وأسهما في صعود الأحزاب الشعبوية. كما كانت إيطاليا في عام 2020 من أكثر الدول تضررًا من جائحة كوفيد-19، وكانت أول دولة في الغرب تفرض إغلاقًا عامًا للحد من انتشار الفيروس. وخلال ولايته الثانية، واجهت أوروبا تصاعدًا في التوترات الجيوسياسية بين حلف شمال الأطلسي (الناتو) وروسيا، وأكّد ماتاريلا مرارًا مواقفه المؤيدة للاتحاد الأوروبي وللتحالف الأطلسي.
وعلى غرار سلفه نابوليتانو، وُجّهت لماتاريلا انتقادات بزعم ممارسته دورًا تنفيذيًا يتجاوز الطابع البروتوكولي المخصص لرئيس الدولة، لا سيما إثر اعتراضه على تعيين باولو سافونا وزيرًا للاقتصاد والمالية، ما أدى إلى أزمة دستورية وحديث عن احتمال عزله. كما تدخّل مرتين في تشكيل الحكومات من خلال تعيينه شخصيات لرئاسة الوزراء بدلًا من الدعوة إلى انتخابات جديدة، وهما جنتيلوني في 2016 ودراجي في 2021. ومع ذلك، فقد نال إشادة واسعة بفضل مهاراته في الوساطة السياسية، ونزاهته وحياده في إدارة شؤون الدولة.

## رئيس إيطاليا
في 31 يناير عام 2015 انتُخب ماتاريلا رئيسًا للجمهورية الإيطالية في عملية الاقتراع الرابعة بنحو 665 صوت من أصل 1,009، بدعم من الحزب الديموقراطي، وحزب يمين الوسط، والنخبة المدنية، واتحاد الوسط، والمحيط اليساري الحر.
جرت المصادقة على ماتاريلا رسميًا من قِبل الحزب الديمقراطي بعد أن طرح رئيس الوزراء ماتيو رينزي اسمَه. حل ماتاريلا محل جورجو نابوليتانو، الذي خدم أربع سنوات، أطول فترة رئاسية في تاريخ الجمهورية الإيطالية. على أي حال، باستقالة نابوليتانو في 14 يناير، أصبح رئيس مجلس الشيوخ بييترو غراسو الرئيس بالإنابة (الرئيس المؤقت) في وقت تولي ماتاريلا في 3 فبراير. كان أول بيان لماتاريلا بصفته رئيسًا جديدًا: «تتجه أفكاري أولًا وتحديدًا إلى متاعب إخواننا المواطنين وآمالهم».
كانت أول زيارة رئاسية له، في يوم انتخابه، إلى كهف مذبحة أردياتين، التي في عام 1944 وخلال الحرب العالمية الثانية، قتلت قوات الاحتلال النازي 335 شخصًا انتقامًا على هجوم حركة المقاومة الإيطالية. ذكر ماتاريلا أنه «يجب على أوروبا والعالم أن يكونوا موحدين للتغلب على أي شخص يريد أن يجرنا إلى عصر جديد من الإرهاب».
في 6 مايو عام 2015 وقّع ماتاريلا على قانون الانتخاب الإيطالي الجديد، المعروف باسم إيتاليكوم، الذي يحقق نظامًا من جولتين مبني على تمثيل نسبي لقائمة الأحزاب، يعدّلها نظام مكافأة الأغلبية و3% من العتبة الانتخابية. يترشح المترشحون إلى الانتخابات في 100 دائرة انتخابية متعددة الأعضاء مع لوائح مفتوحة، باستثناء مُرشح وحيد يُختار من قِبل كل حزب ويكون أول من يُنتخب.

### الأزمة السياسية عام 2016
في يوم الأحد 4 ديسمبر عام 2016، جرى استفتاء شعبي على الدستور في إيطاليا. سُئل المُقترعون فيما إذا كانوا موافقين على قانون دستوري يُعدل الدستور الإيطالي لإصلاح تشكيلة البرلمان الإيطالي وصلاحياته، بالإضافة إلى تقسيم السلطات بين الدولة والأقاليم والهيئات الإدارية.
طُرح مشروع القانون من قِبل رئيس وزراء إيطاليا في ذلك الوقت، ماتيو رينزي، وحزبه يسار الوسط الديمقراطي، وقُدم أول مرة من قِبل الحكومة في مجلس الشيوخ في 8 أبريل عام 2014. بعد إجراء عدة تعديلات على القانون المُقترح من قِبل مجلس الشيوخ ومجلس النواب، حصل مشروع القانون على الموافقة الأولى في 13 أكتوبر عام 2015 (مجلس الشيوخ) و11 يناير عام 2016 (مجلس النواب)، وأخيرًا، حصل على الموافقة الثانية والنهائية في 20 يناير 2016 (مجلس الشيوخ) و12 أبريل 2016 (مجلس النواب).
وفقًا للمادة 138 من الدستور، دُعيَ لاستفتاء شعبي بعد الطلب الرسمي لأكثر من خُمس الأعضاء من مجلس الشيوخ ومجلس النواب، نظرًا لأنه لم تجري الموافقة على القانون الدستوري من قِبل الأغلبية المشروطة للثلثين في كل مجلس من مجالس البرلمان (الشيوخ والنواب) في التصويت الثاني. صوّت 59.11% من المقترعين ضد التعديل الدستوري، ما يعني أنه لم يصبح حيز التنفيذ. كان هذا الاستفتاء الشعبي هو الثالث في تاريخ الجمهورية الإيطالية، وكان الآخران في عام 2001 (الذي صُدق فيه على القانون المُعدل) وفي 2006 (الذي رُفض فيه).
رُفض التعديل الدستوري بنحو 60% من الأصوات، وفي 7 ديسمبر عام 2016، أعلن رئيس الوزراء رينزي استقالته. في 11 ديسمبر عيّن ماتاريلا وزير الشؤون الخارجية باولو جينتيلوني رئيسًا جديدًا للوزراء.

### الانتخابات العامة عام 2018
نتج عن انتخابات مارس 2018 برلمان مُعلق، دون تحالفات (ائتلافات) قادرة على تشكيل أكثرية في مقاعد مجلس النواب ومجلس الشيوخ. اعتُبرت نتيجة هذه الانتخابات -بحصول حركة النجوم الخمسة ورابطة الشمال على الأكثرية في البرلمان- رفضًا للمؤسسة التقليدية.
بعد أن عُرفت نتائج الانتخاب، أصر لويجي دي مايو، قائد حركة النجوم الخمسة، على أنه يجب على ماتاريلا إعطاءه مهمة تشكيل مجلس وزراء جديد، كما أصر ماتيو سالفيني، أمين رابطة الشمال، على إعطائه تلك المهمة أيضًا؛ باعتبار أن كل واحد منهما يقود أكبر حزب أو ائتلاف. في 5 مارس، أعلن ماتيو رينزي أن الحزب الديمقراطي سيكون في المعارضة خلال هذه الدورة التشريعية وأنه سيستقيل بصفته زعيمًا للحزب عندما يتشكل مجلس وزراء جديد. في 6 مارس، كرر سالفيني بيان حملته بأن حزبه سيرفض أي تحالف (ائتلاف) مع حركة النجوم الخمسة. إلا أنه في 14 مارس أعرب عن رغبته بالقيادة مع حركة النجوم الخمسة، فارضًا بذلك وجوب أخذ فورزا إيطاليا -حليف رابطة الشمال الذي يقوده رئيس الوزراء السابق سيلفيو بيرلسكوني- دورًا أيضًا في أي تحالف (ائتلاف). رفض دي مايو هذا المقترح على خلفية أن سالفيني كان «يختار الاستعادة (الترميم) بدلًا من الثورة» لأن «برلسكوني يُمثل الماضي». علاوة على ذلك، رفض أليساندرو دي باتيستا -قائد من حركة النجوم الخمسة- أي إمكانية للتحالف مع فورزا إيطاليا، واصفًا برلسكوني «بالشّر الخالص لبلادنا».
فشلت المشاورات بين ماتاريلا والأحزاب السياسية في 4 و5 أبريل بإيجاد مرشح لرئاسة الوزراء، ما أجبر ماتاريلا على عقد جولة أخرى من المشاورات بين 11 و12 أبريل 2018.
في 18 أبريل 2018 كلّف ماتاريلا رئيس مجلس الشيوخ إليزابيتا كاسيلاتي بمحاولة لتسوية المشاكل بين يمين الوسط وحركة النجوم الخمسة، في محاولة لفك البرلمان المعلق الذي تلا الانتخابات وتشكيل حكومة جديدة تعمل بكامل طاقتها. لكنها فشلت بإيجاد حل للخلافات بين المجموعتين، خصوصًا بين حركة النجوم الخمسة وفورزا إيطاليا. في 23 أبريل عام 2018، بعد فشل كاسيلاتي، أعطى ماتاريلا ولاية تمهيدية لرئيس مجلس النواب، روبيرتو فيكو، لمحاولة تشكيل اتفاق سياسي بين حركة النجوم الخمسة والحزب الديمقراطي. على أي حال، في 30 أبريل، بعد مقابلة لقائد الحزب الديمقراطي السابق ماتيو رينزي التي عبّر فيها عن معارضته الشديدة لتحالفٍ مع حركة النجوم الخمسة، دعا دي مايو إلى انتخابات جديدة.
في 7 مايو، عقد ماتاريلا جولة ثالثة من محادثات تشكيل الحكومة، وأكد بعدها رسميًا عدم وجود أي أكثرية محتملة (مع رفض حركة النجوم الخمسة للتحالف مع ائتلاف يمين الوسط كله، ورفض الحزب الديمقراطي للتحالف مع حركة النجوم الخمسة وائتلاف يمين الوسط، ورفض رابطة ماتيو سالفيني تشكيل حكومة مع حركة النجوم الخمسة إلا إذا شملت حزب برلسكوني فورزا إيطاليا، الذي كان وجوده في الحكومة مرفوضًا بوضوح من قِبل زعيم حركة النجوم الخمسة لويجي دي مايو)؛ نتيجة ذلك، أعلن نيته بتعيين «حكومة محايدة» (متجاهلًا رفض حركة النجوم الخمسة ورابطة الشمال لهكذا خيار) لأخذ السلطة (تجاوز) حكومة جينتيلوني الذي اعتُبر غير قادرٍ على قيادة إيطاليا نحو انتخابات ثانية؛ لأنها تمثل أكثرية من التشكيل الدستوري القديم، واقترح انتخابات مبكرة في يوليو (ستكون أول انتخابات عامة صيفية في إيطاليا) كخيار على ضوء هذا الجمود المستمر. وافقت الرابطة وحركة النجوم الخمسة على عقد انتخابات جديدة في 8 يوليو، لكنه كان خيارًا مرفوضًا من قِبل كل الأحزاب الأخرى.
في 9 مايو، بعد يوم من الإشاعات، طلبت حركة النجوم الخمسة والرابطة بشكل رسمي من ماتاريلا إعطاءهم 24 ساعة إضافية لاستهلال اتفاق ائتلافي بين الحزبين. لاحقًا في ذلك اليوم، في المساء، أعلن سيلفيو برلسكوني على الملأ أن فورزا إيطاليا لن يدعم حكومة مكونة من الرابطة والحركة ويمنحها الثقة، لكنه سيحافظ على التحالف مع يمين الوسط، لذا سيفتح الباب لإمكانية تشكيل حكومة أكثرية بين الحزبين. في 13 مايو، وصلت حركة النجوم الخمسة والرابطة إلى اتفاق مبدئي على برنامج حكومي، مُمهدًا الطريق لتشكيل ائتلاف حكومي بين الحزبين، لكنهم لم يتمكنوا من الاتفاق بشأن أعضاء مجلس الحكومة، والأهم من ذلك رئيس الوزراء. في اجتماعهم مع ماتاريلا، طلب كِلا الحزبين أسبوعًا إضافيًا من المفاوضات للاتفاق على برنامج حكومي مفصل، بالإضافة إلى رئيس وزراء يقود الحكومة المشتركة. أعلنت الحركة والرابطة نيتهما بطرح الأمر على أعضائهما المعنيين للتصويت على الاتفاق الحكومي بحلول نهاية الأسبوع.

## روابط خارجية
- سيرجيو ماتاريلا على موقع IMDb (الإنجليزية)
- سيرجيو ماتاريلا على موقع مونزينجر (الألمانية)